# Общественное собрание Владикавказа и гостиница «Бристоль»

Дом офицеров слева от театра имени Е. Вахтангова. Фото до 1957 года

Общественное собрание Владикавказа и гостиница «Бристоль», известен также как «Дом офицеров» — памятник архитектуры во Владикавказе, Северная Осетия. Выявленный объект культурного наследия России. Памятник, связанный с историей Владикавказа. Здание в заброшенном, аварийном состоянии, в руинах.

## Расположение
Находится на площади Ленина, д. № 1 в границах переулка Станиславского, улицы Баллаева и Культурного переулка. На севере от здания находится русский театр имени Е. Вахтангова (объект культурного наследия), на северо-востоке — памятник В. И. Ленину, на востоке — сквер с фонтаном «Танцующий Сослан на чаше Уацамонга», на юго-востоке — д. № 16 на переулке Станиславского (объект культурного наследия), на юге — один из самых старых домов Владикавказа (пер. Станиславского, д. № 14; датируется 1827 годом, объект культурного наследия,) и на северо-западе — Особняк Замкового (ул. Баллаева, д. № 7; объект культурного наследия, в настоящее время в здании располагается Союз архитекторов Северной Осетии).

## История
Трёхэтажное здание площадью около 1000 квадратных метров было построено в 1881 году Общественным собрание Владикавказа для проведения в нём различных культурных мероприятий. В последующем часть первый этаж здания была передана в аренду местному купцу и члену Городской думы Ивану Ивановичу Борисову под гостиницу «Бристоль». При гостинице действовал ночной ресторан, где работал кафешантан с кордебалетом; в том время это было единственным подобным заведением во Владикавказе. Второй этаж занимал коммерческий клуб, члены которого были состоятельные горожане.
После Октябрьской революции в 1920 году здание было передано профсоюзным организациям, которые организовали в нём Дом труда. В здании проходили партийные заседания, на которых выступали Анастас Микоян, Климент Ворошилов, Семён Будённый, Сергей Киров, Михаил Калинин, писатель Александр Серафимович. В годы Великой Отечественной войны в здании с декабря 1941 по январь 1942 года формировался политотдел 47-й Армии.
С 1947 года здание находилось в собственности Владикавказского военного гарнизона, вследствие чего оно приобрело название «Дом офицеров». В советское время здание использовалось для проведения в нём культурных и общественных мероприятий. В 2005 году Владикавказский гарнизон перевёл своё культурное подразделение из Дома офицеров и передало его в городскую собственность. Городские власти первое время планировали организовать в нём Республиканский детско-юношеский театр. Предполагалось также снести здание и устроить на его месте сквер.
20 сентября 2008 года в здании случился пожар, после которого оно почти целиком выгорело. По заключению специалистов из Комитета по охране памятников культурного наследия основные конструкции здания не пострадали и было возможно восстановление здания в его первоначальном виде. С этого времени здание находилось в заброшенном состоянии.
В 2011 году состоялся аукцион по продаже здания с начальной ценой в 69 миллионов рублей, однако после трёх снижений цены его никто не приобрёл. 28 апреля 2012 года здание было продано коммерческой организации, которая использовала его в качестве залога для получения кредита в местном «Банке развития региона». В последующем за девять лет сменилось шесть собственников.
В мае 2023 года здание было выкуплено у собственника за 12 миллионов 560 тысяч рублей. В республиканскую собственность перешла нежилая площадь в размере 3937,9 квадратных метров и земельный участок в размере 2100 квадратных метров.
В настоящее время здание обнесено забором и находится в заброшенном состоянии.